# Il paradiso per davvero (romanzo)
Il paradiso per davvero è un romanzo autobiografico del pastore statunitense Todd Burpo e della giornalista e scrittrice Vincent Lynn, riguardante l'esperienza ai confini della morte del figlio di quattro anni di Burpo, Colton.

## Contenuto
Todd Burpo è il pastore della Crossroads Wesleyan Church, chiesa metodista di Imperial, nel Nebraska. Il 5 marzo 2003, dopo un periodo di alcuni mesi contrassegnato da infortuni e malattie, Todd decide di fare un viaggio a Greeley, nel Colorado, con la moglie Sonja e i figli Cassie e Colton. Durante il tragitto, il piccolo Colton inizia ad accusare seri malesseri: portato al locale pronto soccorso, gli viene diagnosticata un'appendicite perforata con ascesso, scambiata inizialmente per influenza gastrointestinale, e viene operato d'urgenza. Dopo una seconda operazione, avvenuta il 17 marzo, contrariamente alle aspettative dei medici, il bambino si riprende, per guarire poi completamente.
Nel luglio dello stesso anno, Colton inizia casualmente a riferire ai genitori di avere vissuto, durante l'intervento chirurgico, una esperienza ai confini della morte, pur senza avere raggiunto la morte clinica. Il bambino racconta di aver lasciato il suo corpo e di avere osservato dall'alto i medici mentre lo operavano e i genitori che, in due stanze diverse dell'ospedale, pregavano per lui durante l'intervento. Racconta poi di essere stato in Paradiso e di avere incontrato Gesù, degli angeli che hanno cantato per lui, san Giovanni Battista, una sorellina mai nata in quanto persa dalla madre al secondo mese di gravidanza e il bisnonno, morto molti anni prima in un incidente automobilistico.

## Trasposizione cinematografica
Dal libro è stato tratto il film omonimo, uscito nel 2014 negli Stati Uniti e in Italia.

## Edizioni
- Todd Burpo e Vincent Lynn, Il Paradiso per davvero, Rizzoli, 2011,  p. 230, ISBN 978-88-17-05136-1.